# Stora Åminsholmen
Stora Åminsholmen är en ö i Finland. Den ligger i Finska viken eller Skärgårdshavet och i kommunen Hangö i den ekonomiska regionen  Raseborg i landskapet Nyland, i den södra delen av landet. Ön ligger omkring 99 kilometer väster om Helsingfors.
Öns area är 6,8 hektar och dess största längd är 0,6 kilometer i öst-västlig riktning.